# Puig de Miralles (Rodès)
El Puig de Miralles, o Serra de Miralles, és una muntanya de 656 m alt del límit dels termes comunals de Glorianes, Rigardà i Rodès, tots tres de la comarca del Conflent, a la Catalunya del Nord. És a l'extrem meridional del terme de Rodès, al septentrional del de Glorianes i al sud-oriental del de Rigardà.